# تعريض (تصوير)

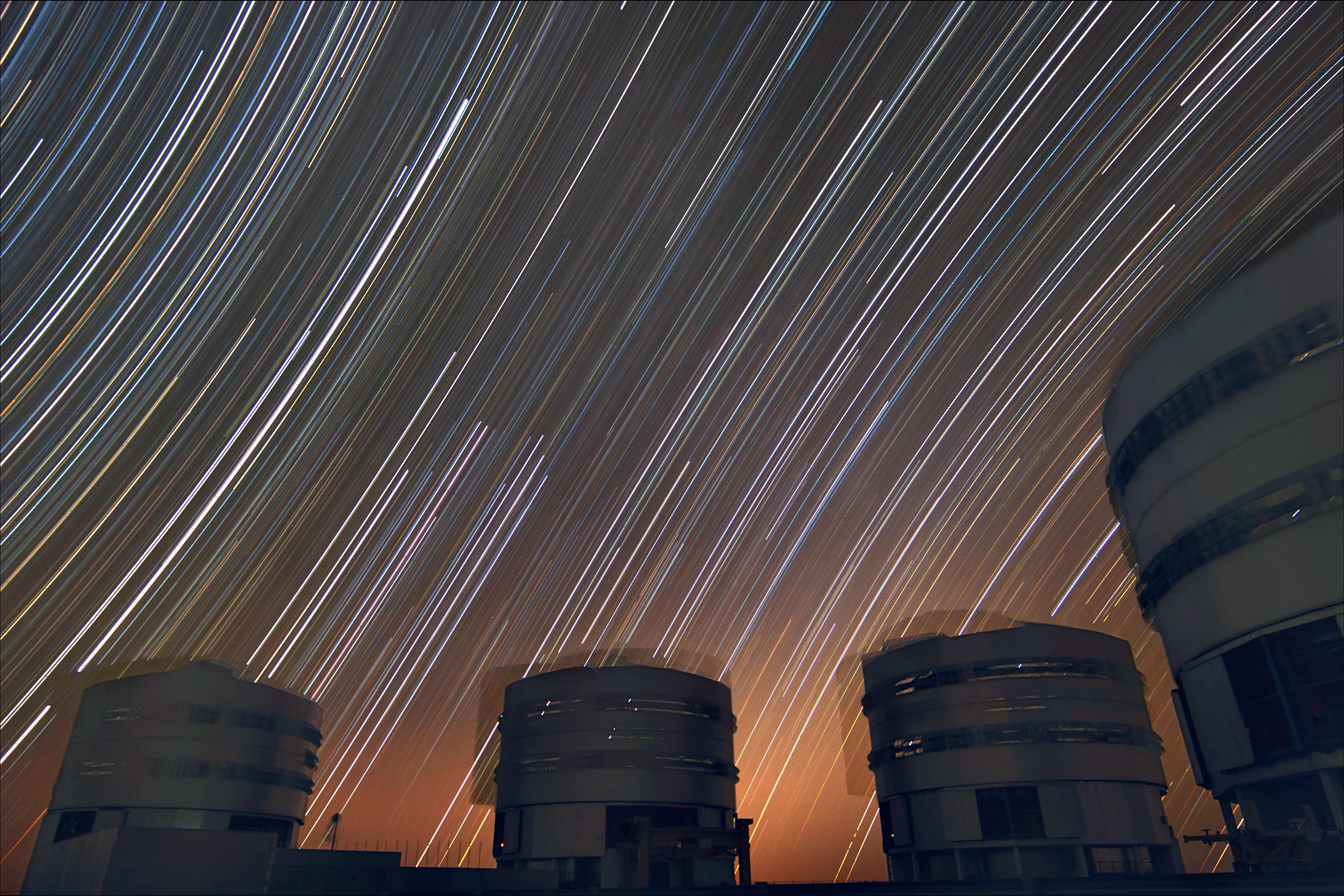
تعريض طويل يظهر حركة النجوم الدائرية حول قطبي الكرة السماوية. مصور بواسطة: المرصد الأوروبي الجنوبي

في التصوير الفوتوغرافي، التعريض (بالإنجليزية: Exposure) هو كمية الضوء التي يُسمح بإسقاطها على الوسيط الفوتوغرافي سواء كان الفيلم الفوتوغرافي في الكاميرات التقليدية أو حساس الصور في الكاميرات الرقمية، وذلك خلال عملية التقاط الصورة. يقاس التعريض بثواني لكس، ويمكن حسابه من خلال قيمة التعريض (بالإنجليزية: Exposure Value) واستضواء (بالإنجليزية: Luminance) المشهد على منطقة معينة.

## التعريض الزائد أو المنخفض

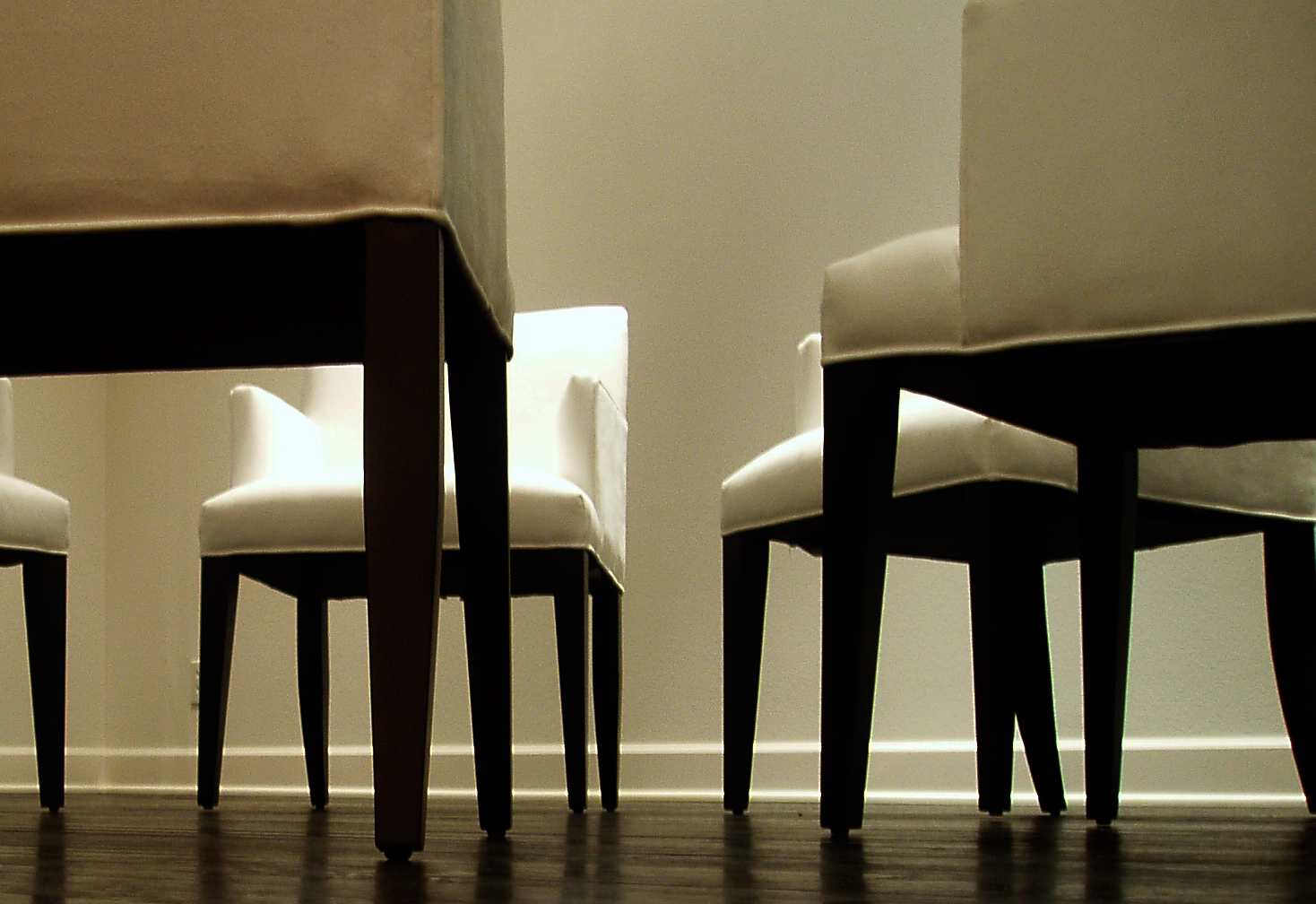
يظهر أثر التعريض الزائد على الكرسي في منتصف الصورة حيث يظهر باللون الأبيض.

التعريض الزائد (بالإنجليزية : Overexposure) يحدث عندما تكون كمية الضوء الساقطة على الوسيط الفوتوغرافي أكثر مما يجب فيؤدي إلى ظهور بعض أجزاء الصورة المضيئة بيضاء تماما وفقدان بعض تفاصيل الصورة. أما التعريض المنخفض (بالإنجليزية: Underexposure) فيحدث حين تكون كمية الضوء الساقطة على الوسيط الفوتوغرافي والمنعكسة من موضوع الصورة غير كافية لتسجيل تفاصيل الموضوع على الوسيط فتظهر أجزاء من الصورة مظلمة أو أقرب إلى السواد، وبالتالي أيضا فقدان بعض تفاصيل الصورة.

## ضبط التعريض

### الضبط اليدوي
في الضبط اليدوي للتعريض؛ يَضْبُط المصور اتساع فتحة العدسة وسرعة الغالق للوصول إلى النتيجة المرغوبة. يفضل أغلب المصورون التحكم في فتحة العدسة وسرعة الغالق بشكل مستقل، لأن زيادة اتساع فتحة العدسة يزيد التعريض بينما يقلل من عمق الحقل، وخفض سرعة الغالق يزيد التعريض ولكن يتسبب في اهتزاز الصور المحتوية على حركة.
قد تعتمد الأساليب اليدوية في ضبط التعريض على إحدي أساليب قياس الضوء، مع إلمام كاف بقيم التعريض، ونظام أبكس APEX أو نظام زون Zone.

### الضبط الآلي التلقائي
في النمط الآلي للتعريض تَحْسُب الكاميرا وتُعَدِّل  تلقائياً التعريض الضوئي لتطابق قدر الإمكان بين الإضاءة العامة في الموضوع المطلوب تصويره والصورة الفوتوغرافية الناتجة، وفي أغلب الكاميرات تستخدم مقياس تعريض مدمج بتقنية القياس عبر العدسة TTL.
ويوجد نمطين للتعريض الآلي، الأول نمط أولوية فتحة العدسة، حيث يكون للمصور القدرة على تعديل فتحة العدسة يدويا، فيما تَضْبُط الكاميرا تلقائياً سرعة الغالق لتتناسب مع مستوى التعريض المطلوب حسب مقياس التعريض. والنمط الثاني يعطي الأولوية لسرعة الغالق حيث يمكن للمصور أن يتحكم بها يدويا فيما تُعَدِّل الكاميرا فتحة العدسة تلقائيا لتناسب مستوى التعريض المطلوب حسب مقياس التعريض.